# Loquat
De loquat (Eriobotrya japonica), Japanse (wol)mispel of neffel is een vrucht uit de rozenfamilie. De plant staat in het Spaans bekend als nísperero del Japón en de vrucht als níspero japonés. In Turkije worden ze Yeni Dünya, wat “Nieuwe Wereld” betekent, of Maltese pruimen genoemd. In Turkije worden deze vruchten als vers fruit gegeten, maar ook in een klein aantal kebabgerechten verwerkt. In Nederland zijn ze vaak alleen in Turkse of Marokkaanse groentewinkels verkrijgbaar.
Het is een groenblijvende, 5-10 m hoge boom met een ronde kroon en een korte stam. Jonge takken zijn wollig behaard. De afwisselend geplaatste bladeren groeien vooral in de scheuttoppen dicht opeen. Ze zijn lancetvormig, toegespitst, aan de bovenkant glanzend donkergroen, aan de onderkant dof lichtgroen en tot 35 × 13 cm groot. Jonge bladeren zijn dicht en wollig behaard en oudere bladeren zijn open behaard en worden op den duur in de voorjaarsrui in aanzienlijke aantallen afgeworpen. De 1-2 cm brede, witte bloemen hebben vijf kroonbladeren en staan met dertig tot honderdvijftig stuks in roodbruin behaarde pluimen aan de scheuttoppen. Ze bloeien niet tegelijk en openen zich van de herfst tot in de winter en ruiken weldadig zoet.

## Vrucht
De eivormige, oranje vrucht is 3-8 × 2-5 cm groot. Onder de oranje schil zit het zeer sappige, aromatische, zoetzure vruchtvlees, dat enigszins doet denken aan abrikoos. De vrucht bevat één tot tien (meestal twee tot vijf) tot 2 cm grote, ovale, afgeplatte, bruine zaden. De vruchten kunnen uit de hand gegeten worden of worden verwerkt tot fruitsalades, vruchtensappen, compote, consumptie-ijs en jam. Ook worden de vruchten onder andere in China en Taiwan ingeblikt. De vrucht wordt hier vanuit het zuiden van Europa en Noord-Afrika op de markt aangeboden, maar vaak onder de foutieve benaming mispel, wat de vrucht is van Mespilus germanica, een verwante soort.

## Met de hand bestuiven
De loquat kan ook in het Nederlandse en Belgische gematigd zeeklimaat overleven, maar geopende bloemen zijn gevoelig voor vorst. Op milde plaatsen kan men vruchten verkrijgen als men de bloemen herhaalde malen met een penseel over en weer bestuift. De vruchten zijn al in het voorjaar rijp. Het gewas laat zich uitstekend zaaien, want uit bijna elke pit ontspruit een plant, maar voor een rijke oogst en grote vruchten kan men beter een vegetatief vermeerderde fruitselectie aanplanten.

## Herkomst en verspreiding

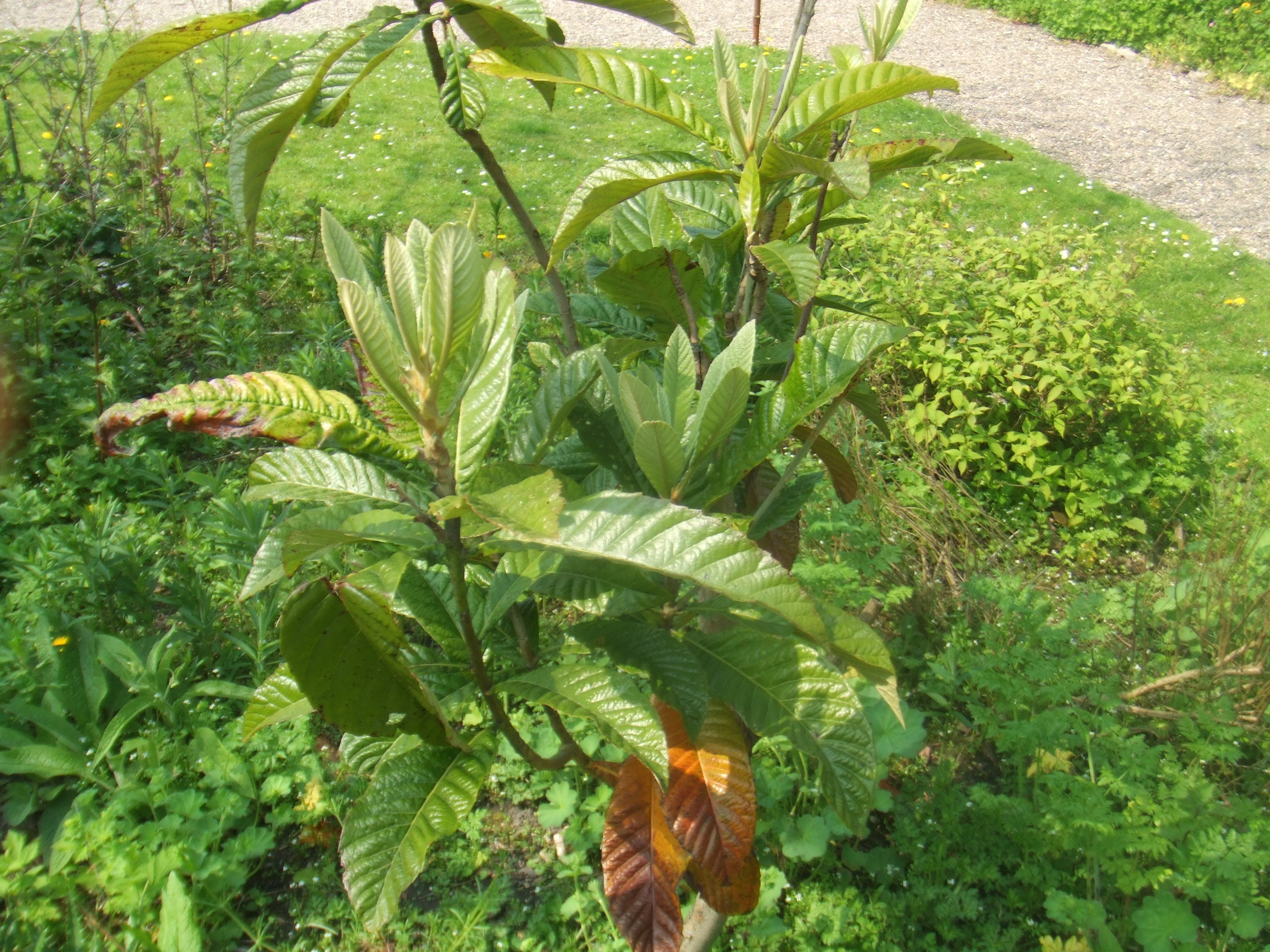
Loquat in de Botanische Tuin TU Delft

De plant komt van nature voor in het zuidoosten van China en in Japan waar hij al meer dan 1000 jaar als fruitboom wordt gekweekt. De loquat wordt wereldwijd in mediterrane gebieden, de subtropen en tropisch gebergte gekweekt.